# Tour Re Porfiado
El Re Porfiado Tour fue la gira musical realizada por el grupo uruguayo El Cuarteto de Nos para promover su decimotercer disco de estudio Porfiado, lanzado en abril de 2012. El tour empezó el 4 de mayo de 2012 en Mar del Plata, Argentina y finalizó el 17 de mayo de 2014 en Buenos Aires, en el mismo país, tras dos años, una semana y seis días en diversos países de Sudamérica y Norteamérica.
Este producto discográfico contiene doce canciones inéditas. Fue lanzado el 25 de abril de 2012 bajo el sello Warner Music. El primer sencillo fue «Cuando sea grande», cuyo video musical empezó a ser transmitido semanas antes del lanzamiento del producto discográfico. Para el prelanzamiento fueron editados mini-adelantos de las canciones «Buen día Benito», «No te invité a mi cumpleaños» y «El lado soleado de la calle», que recibieron miles de visitas en el canal oficial de YouTube de la banda, convirtiendo a Porfiado en uno de los más esperados de la banda, tanto por los fans como por los medios de difusión, debido al gran éxito de sus dos placas anteriores y con el antecedente de la filtración de la totalidad de su producto discográfico anterior en el sitio web Taringa! semanas antes de ser publicado, mientras todavía la banda trabajaba en el mismo.
Según la prensa, Roberto Musso mencionó que cierra una trilogía empezada en Raro y seguida con Bipolar sin embargo, él ha desmentido esta afirmación en muchas ocasiones.

## Conciertos
| Fecha                                 | Ciudad                 | País                 | Recinto                                                  |
| Primera Etapa - 2012                  | Primera Etapa - 2012   | Primera Etapa - 2012 | Primera Etapa - 2012                                     |
| ------------------------------------- | ---------------------- | -------------------- | -------------------------------------------------------- |
| Sudamérica                            |                        |                      |                                                          |
| 4 de mayo de 2012                     | Mar del Plata          | Argentina            | FM Rock & Pop                                            |
| 2 de junio de 2012                    | Santa Lucía            | Uruguay              | Club Social 23 De Marzo                                  |
| 11 de junio de 2012                   | Montevideo             | Uruguay              | Sala Zitarrosa                                           |
| 16 de junio de 2012                   | Mercedes               | Uruguay              | Estadio Luis Köster                                      |
| 21 de junio de 2012                   | Buenos Aires           | Argentina            | Pura química                                             |
| 22 de junio de 2012                   | Buenos Aires           | Argentina            | Luna Park                                                |
| 30 de junio de 2012                   | Paraná                 | Argentina            | Full Moon Resto&Bar + Disco                              |
| 3 de julio de 2012                    | Buenos Aires           | Argentina            | La Trastienda                                            |
| 12 de julio de 2012                   | Maracaibo              | Venezuela            | BeCruel Bahia Rasta Bar                                  |
| 13 de julio de 2012                   | Valencia               | Venezuela            | El Teatro BAR                                            |
| 14 de julio de 2012                   | Caracas                | Venezuela            | Anfiteatro El Hatillo                                    |
| 16 de julio de 2012                   | Buenos Aires           | Argentina            | Quiero música en mi idioma                               |
| 29 de julio de 2012                   | Rosario                | Argentina            | Willie Dixon – Rosario                                   |
| 2 de agosto de 2012                   | Río Cuarto             | Argentina            | Elvis Rio Cuarto                                         |
| 3 de agosto de 2012                   | Córdoba                | Argentina            | Quality Espacio                                          |
| 4 de agosto de 2012                   | Mendoza                | Argentina            | Auditorio "Ángel Bustelo"                                |
| 10 de agosto de 2012                  | La Plata               | Argentina            | Teatro Ópera                                             |
| 11 de agosto de 2012                  | Haedo                  | Argentina            | Auditorio Oeste                                          |
| 24 de agosto de 2012                  | Mar del Plata          | Argentina            | Gap                                                      |
| 25 de agosto de 2012                  | Bahía Blanca           | Argentina            | Estadio Roberto Carminatti (Club Olimpo De Bahia Blanca) |
| 15 de septiembre de 2012              | Montevideo             | Uruguay              | Teatro de Verano Ramón Collazo                           |
| 12 de octubre de 2012                 | Lima                   | Perú                 | Rosa Negra Bar                                           |
| 14 de octubre de 2012                 | Medellín               | Colombia             | Festival Internacional Altavoz                           |
| 15 de octubre de 2012                 | Bogotá                 | Colombia             | Vinacure                                                 |
| 6 de noviembre de 2012                | Porto Alegre           | Brasil               | Opinião                                                  |
| 7 de noviembre de 2012                | Porto Alegre           | Brasil               | Opinião                                                  |
| 24 de noviembre de 2012               | Montevideo             | Uruguay              | Teatro de Verano Ramón Collazo                           |
| 30 de noviembre de 2012               | Montevideo             | Uruguay              | Intendencia de Montevideo                                |
| 6 de diciembre de 2012                | Caracas                | Venezuela            | Anfiteatro El Hatillo                                    |
| 7 de diciembre de 2012                | Godoy Cruz             | Argentina            | Fiesta Provincial de la Cerveza                          |
| 8 de diciembre de 2012                | Venado Tuerto          | Argentina            | ESPACIO UBU - VENADO TUERTO PH                           |
| 9 de diciembre de 2012                | Buenos Aires           | Argentina            | Festival Rock y Reggae Buenos Aires                      |
| 10 de diciembre de 2012               | Venado Tuerto          | Argentina            | ESPACIO UBU - VENADO TUERTO PH                           |
| 21 de diciembre de 2012               | Río Ceballos           | Argentina            | Polideportivo de Río Ceballos Jorge Newbery              |
| Norteamérica                          |                        |                      |                                                          |
| 14 de noviembre de 2012               | Ciudad de México       | México               | Lunario del Auditorio Nacional                           |
| Segunda Etapa - 2013                  |                        |                      |                                                          |
| Sudamérica                            |                        |                      |                                                          |
| 4 de enero de 2013                    | Punta del Diablo       | Uruguay              | ÉPICA - Club del Bosque                                  |
| 6 de enero de 2013                    | Montevideo             | Uruguay              | Hipódromo Nacional de Maroñas                            |
| 12 de enero de 2013                   | Atlántida              | Uruguay              | Club Los Titanes - La Tuna                               |
| 29 de enero de 2013                   | Monte Hermoso          | Argentina            | Playa Pelícano                                           |
| 30 de enero de 2013                   | Mar del Plata          | Argentina            | Movistar Fri Music                                       |
| 9 de febrero de 2013                  | Santa Clara del Mar    | Argentina            | Punta Lara                                               |
| 11 de febrero de 2013                 | General Roca           | Argentina            | Predio Fiesta Nacional de la Manzana                     |
| 16 de febrero de 2013                 | Atlántida              | Uruguay              | Atlántida Country Club                                   |
| 13 de abril de 2013                   | Montevideo             | Uruguay              | Rural del Prado                                          |
| 31 de mayo de 2013                    | Buenos Aires           | Argentina            | Luna Park                                                |
| 7 de junio de 2013                    | Santa Fe               | Argentina            | El Molino Fábrica Cultural                               |
| 8 de junio de 2013                    | Rosario                | Argentina            | CLUB BROWN                                               |
| 2 de agosto de 2013                   | Córdoba                | Argentina            | Quality Espacio                                          |
| 3 de agosto de 2013                   | Mendoza                | Argentina            | Auditorio "Ángel Bustelo"                                |
| 4 de agosto de 2013                   | San Juan               | Argentina            | Sala Del Sol                                             |
| 6 de agosto de 2013                   | San Luis               | Argentina            | Club La Merced                                           |
| 8 de agosto de 2013                   | Cipolletti             | Argentina            | Meet Multiespacio                                        |
| 9 de agosto de 2013                   | Bahía Blanca           | Argentina            | Teatro Rossini                                           |
| 10 de agosto de 2013                  | Mar del Plata          | Argentina            | Gap                                                      |
| 16 de agosto de 2013                  | La Plata               | Argentina            | La Trastienda Club (La Plata)                            |
| 17 de agosto de 2013                  | Haedo                  | Argentina            | Auditorio Oeste                                          |
| 18 de agosto de 2013                  | Temperley              | Argentina            | Auditorio Sur                                            |
| 23 de agosto de 2013                  | Salta                  | Argentina            | Campus Barça                                             |
| 24 de agosto de 2013                  | San Miguel de Tucumán  | Argentina            | Usina Del Centenario Unt                                 |
| 30 de agosto de 2013                  | Posadas                | Argentina            | Club Tokio                                               |
| 31 de agosto de 2013                  | Corrientes             | Argentina            | Complejo Ribera                                          |
| 1 de septiembre de 2013               | Paraná                 | Argentina            | Puerto ARUBA                                             |
| 21 de septiembre de 2013              | Punta del Este         | Uruguay              | Mantra Resort & Spa Punta Del Este                       |
| 28 de septiembre de 2013              | Paysandú               | Uruguay              | W Lounge Paysandú                                        |
| 13 de septiembre de 2013              | Dolores                | Uruguay              | Península Timoteo Ramospé                                |
| 17 de septiembre de 2013              | Quito                  | Ecuador              | Telefériqo Quito Oficial                                 |
| 20 de octubre de 2013                 | Caracas                | Venezuela            | Se Vive                                                  |
| 26 de octubre de 2013                 | Montevideo             | Uruguay              | Velódromo Municipal de Montevideo                        |
| 16 de noviembre de 2013               | Rocha                  | Uruguay              | Antel Fest                                               |
| 23 de noviembre de 2013               | Colonia del Sacramento | Uruguay              | W Lounge Colonia                                         |
| Norteamérica                          |                        |                      |                                                          |
| 13 de marzo de 2013                   | Texas                  | Estados Unidos       | South by Southwest                                       |
| 13 de marzo de 2013 (segunda función) | Texas                  | Estados Unidos       | South by Southwest                                       |
| 16 de marzo de 2013                   | Zapopan                | México               | Teatro Estudio Cavaret                                   |
| 17 de marzo de 2013                   | Ciudad de México       | México               | Vive Latino                                              |
| Tercera Etapa - 2014                  |                        |                      |                                                          |
| Sudamérica                            |                        |                      |                                                          |
| 29 de enero de 2014                   | Mar del Plata          | Argentina            | Movistar Fri Music                                       |
| 31 de enero de 2014                   | Buenos Aires           | Argentina            | Groove                                                   |
| 2 de febrero de 2014                  | Villa María            | Argentina            | Festival Nacional de Peñas de Villa María                |
| 6 de febrero de 2014                  | Rosario                | Argentina            | Movistar Fri Music                                       |
| 15 de febrero de 2014                 | Buenos Aires           | Argentina            | B.A. Rock                                                |
| 22 de febrero de 2014                 | Santa Fe               | Argentina            | Música en el Río                                         |
| 5 de abril de 2014                    | Montevideo             | Uruguay              | Rambla Sobre El Río Santa Lucia                          |
| 6 de abril de 2014                    | Piriápolis             | Uruguay              | Punta Music                                              |
| 16 de abril de 2014                   | Treinta y Tres         | Uruguay              | Parque del Rio Olimar                                    |
| 18 de abril de 2014                   | Paysandú               | Uruguay              | Anfiteatro del Río Uruguay                               |
| 19 de abril de 2014                   | Fray Bentos            | Uruguay              | Teatro de Verano                                         |
| 3 de mayo de 2014                     | Montevideo             | Uruguay              | La Trastienda                                            |
| 8 de mayo de 2014                     | Montevideo             | Uruguay              | La Trastienda                                            |
| 9 de mayo de 2014                     | Montevideo             | Uruguay              | La Trastienda                                            |
| 17 de mayo de 2014                    | Buenos Aires           | Argentina            | Teatro Gran Rex                                          |